# Dorfkirche Grüna (Jüterbog)

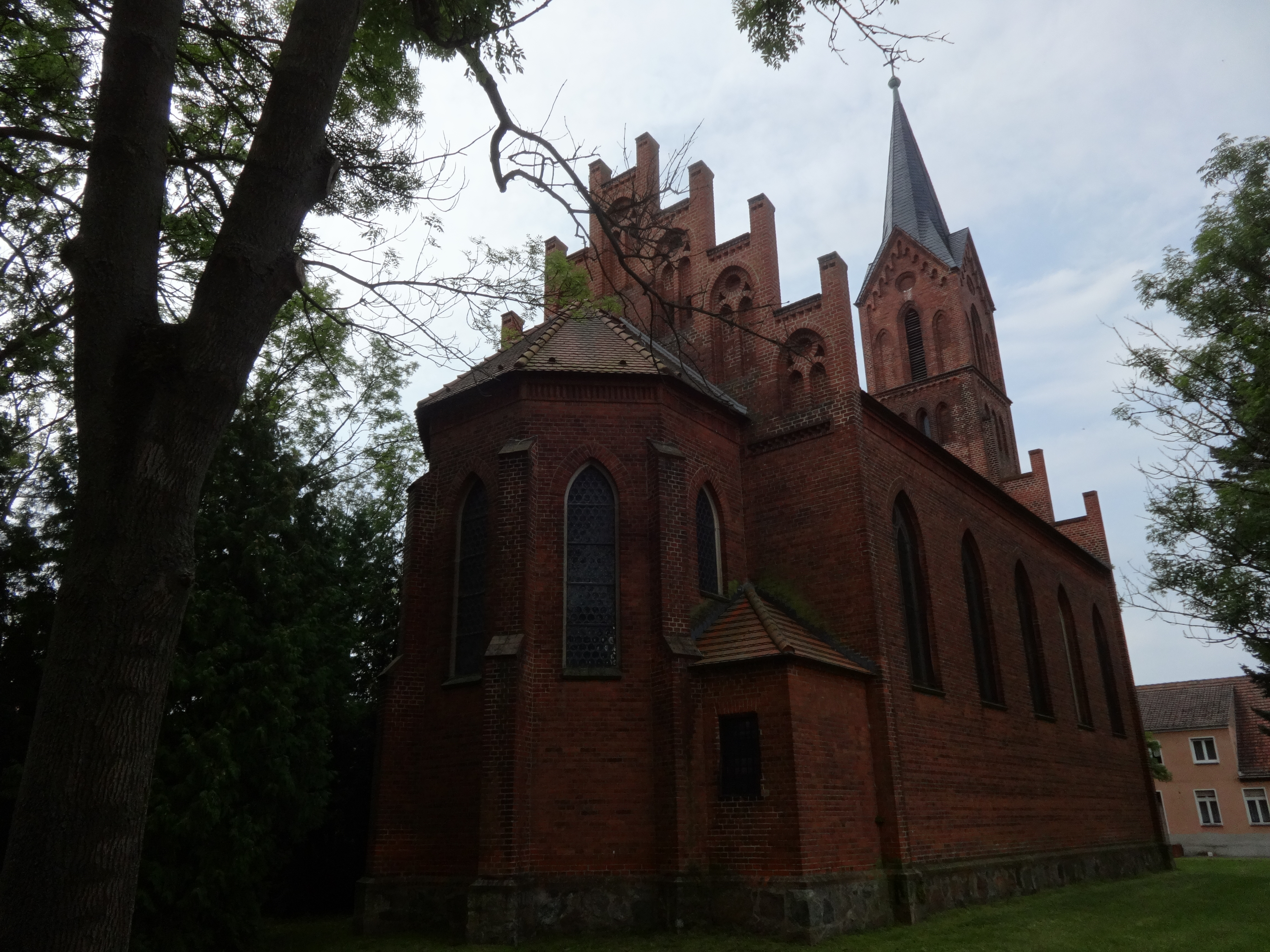
Dorfkirche Grüna

Die evangelische Dorfkirche Grüna ist eine neogotische Saalkirche aus dem Ende des 19. Jahrhunderts in Grüna, einem Ortsteil der Stadt Jüterbog im Landkreis Teltow-Fläming im Land Brandenburg. Die Kirchengemeinde gehört zum Kirchenkreis Zossen-Fläming der Evangelischen Kirche Berlin-Brandenburg-schlesische Oberlausitz. Die Kirche steht unter Denkmalschutz.

## Lage
Durch Grüna führt eine gleichnamige Gemeindestraße, die den historischen Dorfanger in West-Ost-Richtung ellipsenförmig umspannt. Das Bauwerk steht auf diesem Grundstück, das nicht eingefriedet ist.

## Geschichte
Der Ort wurde vermutlich im letzten Drittel des 12. Jahrhunderts gegründet und gehörte zur Erstausstattung des Klosters Zinna. Es ist daher sehr wahrscheinlich, dass die Zisterzienser auch hier eine Feldsteinkirche errichteten. Dieser Vorgängerbau brannte 1870 ab. Die Kirchengemeinde errichtete daraufhin in den Jahren 1873 und 1874 einen Neubau, der sich an der Dorfkirche in Kablow orientierte; ein Entwurf von F. E. Petzholtz. In den Jahren 1960 bis 1963 erfolgte eine Renovierung.

## Baubeschreibung

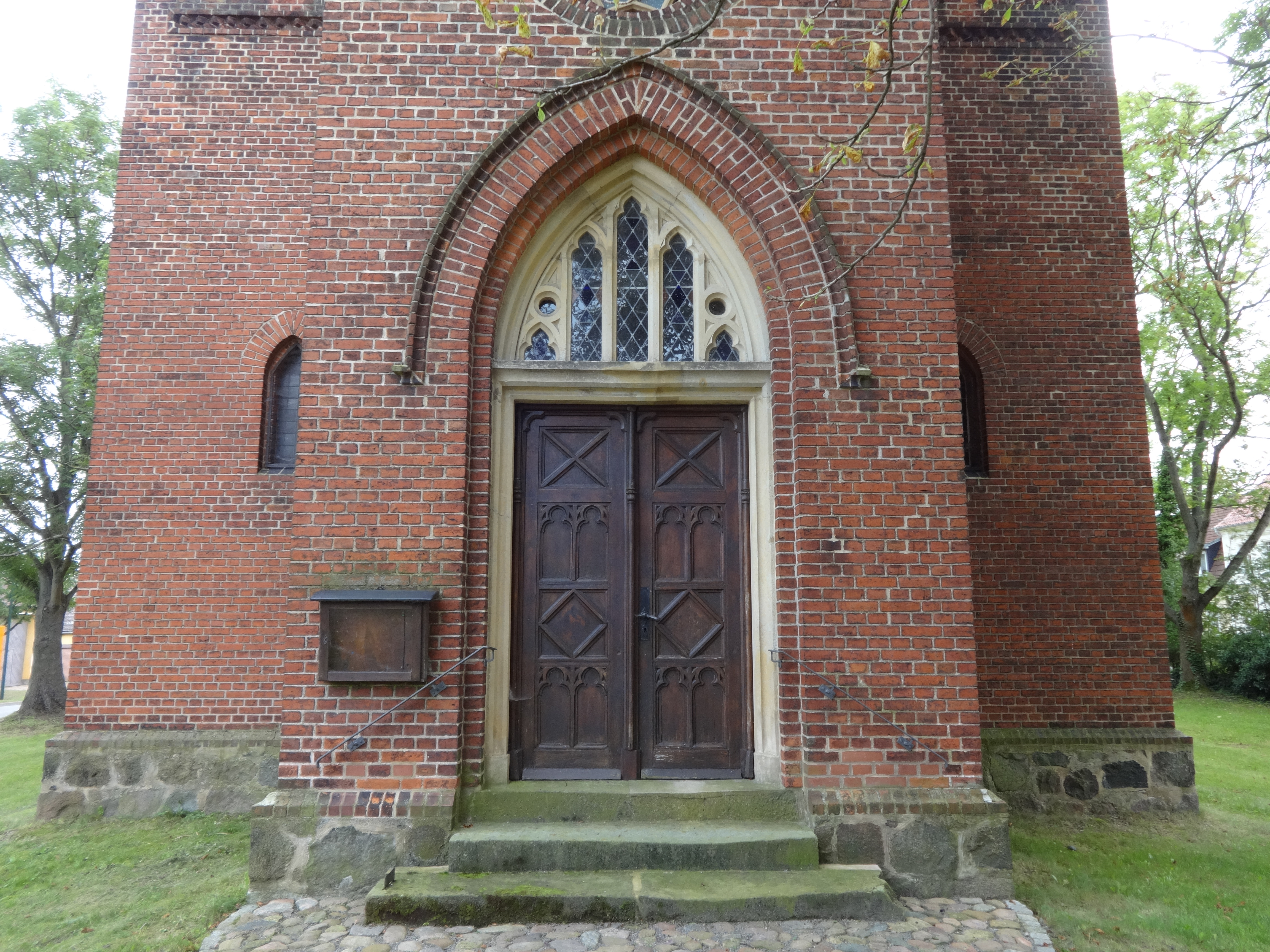
Westportal

Das Bauwerk wurde im Wesentlichen aus rötlichem Backstein auf einem schmalen Sockel aus ungeschichteten und nur wenig behauenen Feldsteinen errichtet. Der Chor ist stark eingezogen und hat einen Fünfachtelschluss. An jeder Seite ist ein schmales, hochgesetztes Lanzettfenster, dazwischen je ein zweifach gestufter Strebepfeiler. Am Übergang zum Kirchenschiff ist an beiden Seiten je ein kleiner, rechteckiger Anbau. Der Giebel ist reichhaltig mit sieben gestaffelten, spitzbogenförmigen Blenden verziert. In jedem Bogen sind zwei weitere gekuppelte Bögen mit einer darüberliegenden Kreisblende.
Die Nord- und Südseite des Kirchenschiffs ist schlicht und symmetrisch aufgebaut. Auf der gesamten Fassadenlänge wurden fünf hochgesetzte und große, spitzbogenförmige Maßwerkfenster verbaut. Die Ecken des Schiffs werden durch Lisenen betont. In der westlichen Wand sind im unteren Bereich zwei kleine Fenster; oberhalb des Bandes die bereits von der Ostseite verwendeten Blenden. Am Übergang zum Satteldach ist ein umlaufendes Deutsches Band.
Der Westturm ist quadratisch und stark eingezogen. Er kann durch ein spitzbogenförmiges Portal von Westen her über eine große und rechteckige Pforte betreten werden. An der Westseite ist ein Vielpass, an der Nord- und Südseite ein schmales Fenster. Oberhalb des umlaufenden Frieses sind an allen drei Seiten weitere Fenster, darüber drei spitzbogenförmige Blenden und Fenster. Oberhalb eines weiteren, nach unten geöffneten Frieses ist das Turmgeschoss. Mittig ist jeweils eine hohe, spitzbogenförmige Klangarkade, begleitet von je einer kleineren Blende pro Seite. Darüber ist der achtfach geknickte  Turmhelm, der mit Turmkugel und Kreuz abschließt.

## Ausstattung
Die Kirchenausstattung wird im Dehio-Handbuch als „schlicht bauzeitlich“ beschrieben.
Die Apsis sowie der Turm haben ein Kreuzrippengewölbe. In der Vorhalle der Kirche steht ein Epitaph, das an Johann Wolschläger und seiner Ehefrau Ursula Lehmann erinnert, die 1718 beziehungsweise 1716 starben. Über dem Grabstein befindet sich in dem Aufsatz eine Engelwolke. Taufstein, Orgel und Kanzel stammen aus der Bauzeit um 1874. Die Orgel wurde von Wilhelm Lobbes aus Niemegk erbaut.
Eine Glocke aus Bronze stammt aus dem 15. Jahrhundert, diese wurde erst nach 1945 nach Grüna gebracht. Es befinden sich zwei weitere Glocken aus Bronze in der Kirche, diese stammen laut Inschrift aus den Jahren 1854 und 1926.
Östlich des Bauwerks steht auf dem Dorfanger ein Denkmal, das an die Gefallenen aus dem Ersten Weltkrieg erinnert. Es trägt die Inschrift: „Gott zur Ehr! / Unsern gefallenen Brüdern / zum Ruhme. / Den Hinterbliebenen / zum Trost. / Den kommenden Geschlechtern / zur Mahnung. / Die dankbare Gemeinde / Grüna / 1914–1918“. Darunter wurde eine Gedenkplatte mit der Inschrift angebracht: „Den Toten des II. Weltkrieges / 1939–1945 / Zum Gedenken / Den Lebenden zur Mahnung“.